# Distretto di Huay-Huay
Il distretto di Huay-Huay  è uno dei dieci distretti della provincia di Yauli, in Perù. Si trova nella regione di Junín e si estende su una superficie di 179,94  chilometri quadrati.